# Mate Parlov
Mate Parlov (Ričice, 1948. november 16. – Pula, 2008. július 29.) olimpiai bajnok jugoszláv színekben versenyző horvát ökölvívó.

## Amatőr eredményei
Nemzetközi sikereit jugoszláv válogatottként érte el.
- 1971-ben Európa-bajnok félnehézsúlyban.
- 1972-ben olimpiai bajnok félnehézsúlyban.
- 1973-ban Európa-bajnok félnehézsúlyban.
- 1974-ben világbajnok félnehézsúlyban.
- hétszeres jugoszláv-bajnok (1967-1974)

## Profi karrierje
1995-ben állt profinak és 1978. január 7-én az argentin Miguel Angel Cuello legyőzésével lett a Bokszvilágtanács félnehézsúlyú világbajnoka. A címét egy alkalommal az brit John Conteh ellen sikeresen védte meg, majd 1978. december 2-án az amerikai Marvin Johnson ellen veszítette el. Utána még kétszer sikertelenül próbált cirkálósúlyban világbajnoki címet szerezni majd 1980-ban visszavonult.
Pályafutása alatt 29 mérkőzéséből 24-et nyert meg, hármat vesztett el és kettő végződött döntetlennel.